# Coreius guichenoti
Coreius guichenoti är en fiskart som först beskrevs av Sauvage och Dabry de Thiersant, 1874.  Coreius guichenoti ingår i släktet Coreius och familjen karpfiskar. Inga underarter finns listade i Catalogue of Life.